# Ürzig
Ürzig là một đô thị ở huyện Bernkastel-Wittlich, trong bang Rheinland-Pfalz, Đô thị Ürzig có diện tích 6,04 km², dân số thời điểm ngày 31 tháng 12 năm 2006 là 887 người.

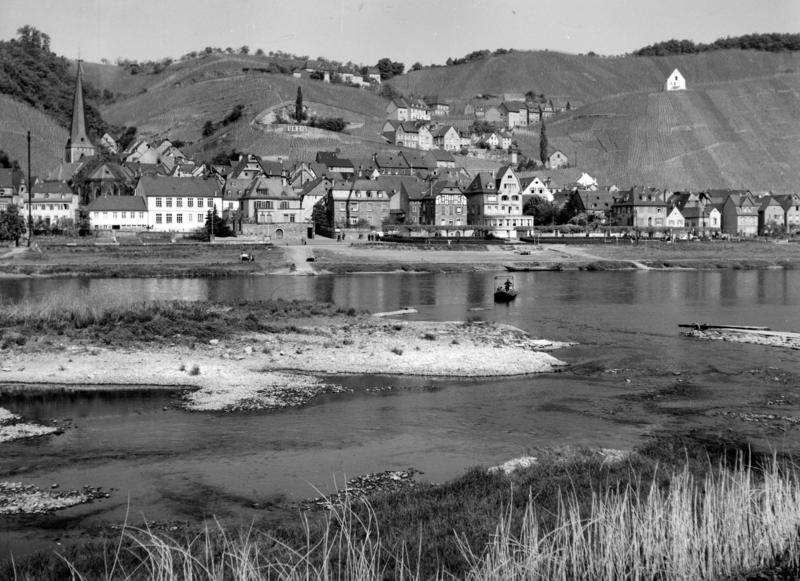
Ürzig ca. 1954